# 國防軍最高統帥部
国防军最高统帅部（德語：Oberkommando der Wehrmacht，通稱「OKW」）是第二次世界大戰期間納粹德國的最高軍事指揮部，直屬於「元首」阿道夫·希特勒，下轄「陸軍總司令部」、「海軍總司令部」和「空軍總司令部」陸海空三軍最高指揮機關。
「國防軍最高統帥部」的設置為希特勒取得實質軍權的一項措施，儘管依照法源希特勒為繼承總理和總統職位的「元首」，擁有武裝力量最高統帥的身份，但軍中存在大量反納粹、反希特勒冒進的外交路線的集團，特別是陸軍。希特勒在「弗里希-布隆贝格事件」後接連除去了原先的國防部長和陸軍總司令，隨後又強迫多名將軍提早退役。德國為傳統的大陸國家，陸軍在軍隊中有廣大的影響力和發言權，而希特勒為進一步制衡而在1938年創建「国防军最高统帅部」，名義上統籌三軍機關之指揮，實際上透過該機關與陸軍司令部分庭抗禮，從中取得領導地位。三軍唯一一次的聯合作戰僅有進攻挪威的「威瑟演習作戰」，其他時間裡幾乎由各軍種負責特定戰區的指揮，如德蘇戰爭中幾乎是由陸軍總司令部負責。
戰後「紐倫堡審判」將「國防軍最高統帥部」起訴，但因其沒有實體組織的法源而被判為無罪，後來又針對「國防軍最高統帥部」的數名高級幕僚和指揮官起訴開庭，是為「國防軍最高統帥部審判」。